# Domingo Imperial
Domingo Imperial (Daraga, 4 augustus 1890 - aldaar, 19 juli 1965) was een Filipijns politicus en rechter en voorzitter van de Filipijnse kiescommissie COMELEC.

## Biografie
Domingo Imperial werd geboren op 4 augustus 1890 in Daraga in de Filipijnse provincie Albay. Hij was een zoon van David Imperial en Lena Fernandez. Imperial studeerde aan het Liceo de Manila en San Beda College en behaalde een Bachelor of Arts-diploma aan de University of Santo Tomas. Nadien studeerde hij nog rechten aan de Escuela de la Jurisprudentia. In 1912 behaalde Imperial zijn bachelor-diploma rechten en slaagde hij tevens als beste van zijn jaargang voor het toelatingsexamen van de Filipijnse balie. Na zijn rechtenstudie begon Imperial een eigen advocatenpraktijk in Albay.
In 1925 stelde Imperial zich zonder succes kandidaat voor een zetel in het Filipijns Huis van Afgevaardigden. Bij de verkiezingen van 1934 slaagde Imperial er namens het 6e senaatsdistrict wel in om gekozen te worden in de Senaat van de Filipijnen. Zijn termijn eindigde het jaar erop voortijdig toen de ratificatie van de Filipijnse Grondwet een einde maakte het tweekamerige Filipijns Congres. 
In 1936 werd Imperial door president Manuel Quezon benoemd tot rechter in het nieuw opgerichte Hof van beroep (Filipijnen. Toen de Senaat als hogerhuis weer terugkeerde na de ammendering van de Filipijnse Grondwet in 1941 werd Imperial opnieuw gekozen in Senaat. Omdat de Japanners kort na de verkiezingen de Filipijnen binnenvielen zou de Senaat met Imperial pas in 1945, na de herovering van het land door de Amerikanen in sessie gaan. In april 1951 werd Imperial door president Elpidio Quirino benoemd tot voorzitter van de Filipijnse kiescommissie COMELEC. Op 31 maart 1958 nam hij ontslag en werd hij opgevolgd door Jose Carag.
Imperial overleed in 1965 op 74-jarige leeftijd in zijn geboorteplaats. Hij was getrouwd met Concepcion del Rosario en kreeg met haar zeven kinderen, onder wie Domingo Imperial jr. en Carlos Imperial. Imperial behoorde tot een invloedrijke clan. Zijn broer Gregorio Imperial sr. was gouverneur van Albay van 1934 tot 1937 en zijn andere broer Jose Imperial was gedurende diverse termijnen burgemeester van Legazpi.